# پس چه باید کرد ای اقوام شرق
پس چه باید کرد ای اقوام شرق که به اختصار به پس چه باید کرد هم معروف است، نام کتابِ شعری فلسفی نوشته اقبال لاهوری، نویسنده و شاعر اهل شبه‌قاره هند است. این کتاب به زبان فارسی نوشته شده و در سال ۱۹۳۶ میلادی چاپ شده‌است.

## متن کتاب
مثنوی پس چه باید کرد ای اقوام شرق که اکنون منتشر می‌شود، یکی از زیباترین و پرمایه‌ترین آثار اقبال لاهوری است که در سال ۱۹۳۶ میلادی انتشار است. در آن سالها انگلستان بر سر زمینهای پهناوری از جهان و منجمله بر هند و پاکستان و بنگله دیش کنونی استیلای مطلق و همه‌جانبه داشت و مردم این سرزمینها درگیر مبارزه برای آزاد سازی خویش بودند و استعمار بی رمق نیز در تلاشی نه چندان امید بخش برای حفظ امپراطوری و در آغازین نقطهٔ افکار و طرحهائی نو برای تغییر شکل و پوست اندازی و نهایت ادامه حیات بود.

مثنوی پس چه باید کرد ای اقوام شرق اقبال لاهوری، در واقع چیزی جز انعکاس همین رویاروئی استعمارگرو استعمار شده در همه ابعاد اقتصادی، سیاسی و فرهنگی، نمی‌باشد، که خود با یک سلسله اندرزها و هشدارها عجین و همراه گردیده‌است. مولانا اقبال لاهوری مثنوی را با الهام از پیرو و مرشد خود مولانا جلال الدین رومی می‌آغازد و اینرو، در ابتدا از حکمت کلیمی و حکمت فرعونی آغاز سخن می‌کند و آنگاه، در ادامه سخن از بلای فرنگی‌مآبی و آنهم با تمام عوارض و در همهٔ ابعادش در کشورهای شرقی و اسلامی یاد می‌نماید و سپس به روشن کردن معنی لا اله الا الله و جهان بینی توحیدی و تأثیر شگرف آن در زندگی موحدین و پرورش مردان حر می پرداز و پس از آن از معنی واقعی فقر، فقر خیبر گیر با نان شعیر پرده بر می‌گیرد و سر انجام با خاوریان بمصداق یٰۤاَیُّهَا الَّذِیْنَ اٰمَنُوْۤا اِذَا تَنَاجَیْتُمْ فَلَا تَتَنَاجَوْا بِالْاِثْمِ وَ الْعُدْوَانِ وَ مَعْصِیَتِ الرَّسُوْلِ وَ تَنَاجَوْا بِالْبِرِّ وَ التَّقْوٰیؕبه راز گوئی می‌نشیند و از چه باید کرد سخن می‌گوید.

## نمونه شعر
| پس چه باید کرد ای اقوام شرق         |  | باز روشن می‌شود ایام شرق   |
| در ضمیرش انقلاب آمد پدید            |  | شب گذشت و آفتاب آمد پدید  |
| یورپ (اروپا) از شمشیر خود بسمل فتاد |  | زیر گردون رسم لادینی نهاد |